# سند هویتی

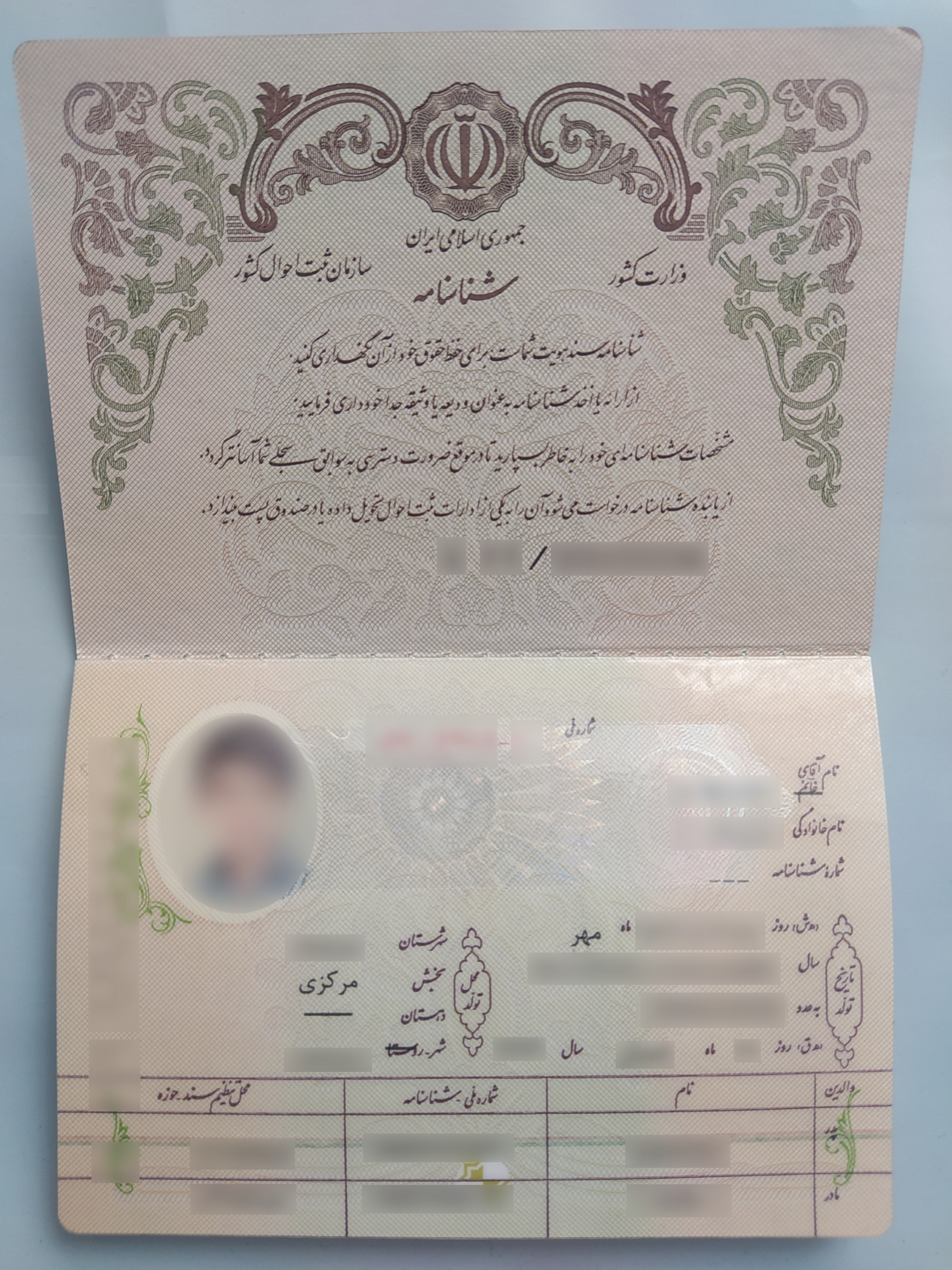
تصویر شناسنامه (نسخه جدید) ایرانی که یک سند هویتی برای شهروندان ایرانی به حساب می‌آید.

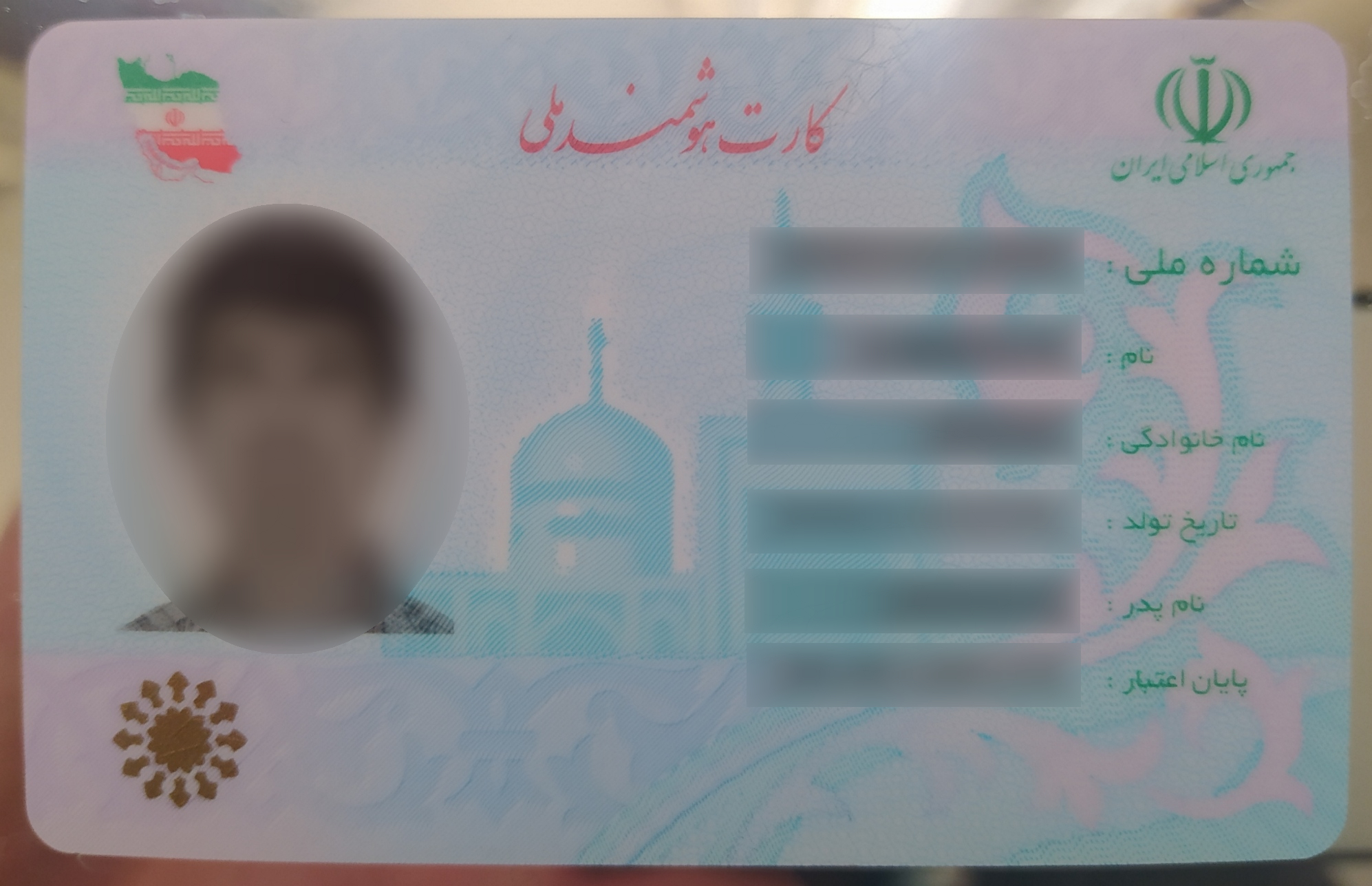
کارت هوشمند ملی (نسخه جدید) ایرانی که اکنون به عنوان یک سند هویتی توسط شهروندان ایران استفاده می‌شود.

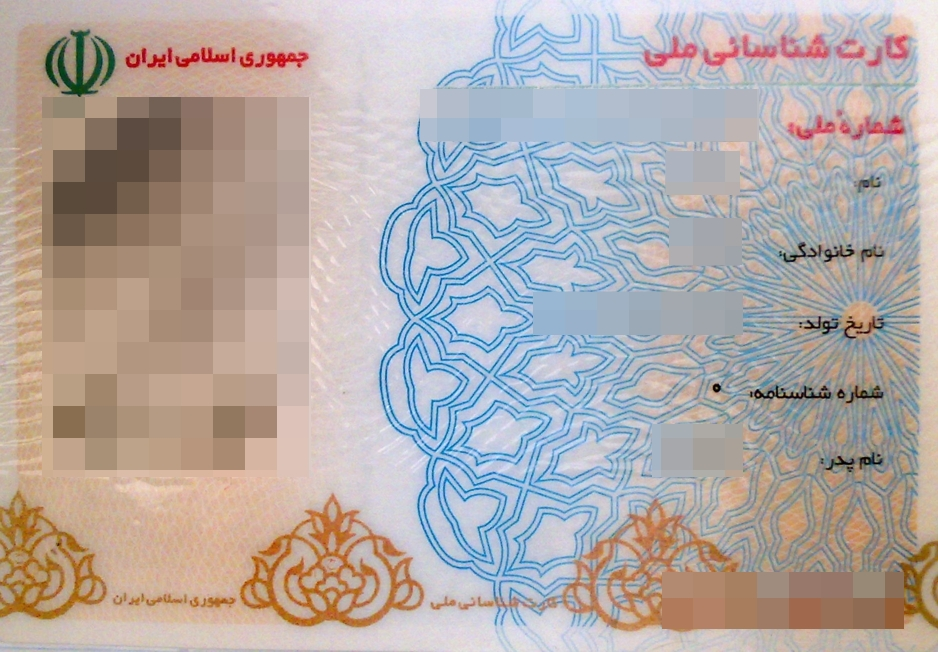
کارت ملی (نسخه قدیمی) ایرانی، نمونه‌ای از یک سند هویتی است.

سند هویتی به هر سند رسمی گفته می‌شود که مطابق قانون توسط مراجع صالحه صادر شود و مؤید هویت صاحب آن سند باشد. در واقع یک سند هویتی، به عنوان نشانی قابل‌حمل از به‌رسمیت‌شناختن بوروکراتیک یک هویت توسط یک مقام رسمی معتبر به‌شمار می‌رود. در این اسناد معمولاً اطلاعاتی مانند نام، نام خانوادگی، تاریخ تولد، محل تولد، جنسیت یا خصوصیات ظاهری ذکر می‌شود. اسناد هویتی می‌توانند نقش سند مسافرت نیز داشته‌باشند، مانند گذرنامه و روادید.